# Haile Mariam Desalegne
Haile Mariam Desalegne (Amhaars: ኃይለማሪያም ደሳለኝ) (Boloso Sore, 19 juli 1965) is een Ethiopisch politicus, die tussen 2012 en 2018 premier van Ethiopië was.
In september 2010 werd Desalegne benoemd tot zowel minister van Buitenlandse Zaken als vicepremier van Ethiopië. Na de dood van voormalig premier Meles Zenawi op 20 augustus 2012 nam Desalegne diens taken waar. Een maand later werd hij officieel als nieuwe premier benoemd. Hiermee was Desalegne de eerste protestantse premier van Ethiopië. 
In februari 2018 legde hij zijn premierschap neer om hervormingen mogelijk te maken. Verder trok hij zich terug als voorzitter van de regeringspartij, het Ethiopisch Volksrevolutionair Democratisch Front (EPRDF). In het land is het al lange tijd onrustig. In de protesten tegen politieke ongelijkheid, landonteigening en mensenrechtenschendingen van de afgelopen jaren zijn honderden doden gevallen en duizenden mensen opgepakt. De meeste demonstranten zijn Oromo en Amharen, de twee grootste etnische groepen in Ethiopië, die samen 60% van de bevolking vormen. Velen voelen zich oneerlijk behandeld door de machthebbers, die vooral behoren tot de Tigrinya-groep, die minder dan 7% van de bevolking uitmaakt. Hij werd opgevolgd door Abiy Ahmed.
Desalegne is Wolayta van origine, een etnische groep die de politiek van de Ethiopische regio Yedebub Biheroch Bihereseboch na Hizboch beheerst. Van november 2001 tot maart 2006 was hij president van deze regio.
- Gemeinsame Normdatei: 1217444858
- International Standard Name Identifier: 0000 0004 3700 4961
- Library of Congress Control Number: ns2014003824
- Virtual International Authority File: 310665820
- WorldCat: E39PBJpdMPFT9kCdVHy9XwG8md